# هاشم بن عتبه

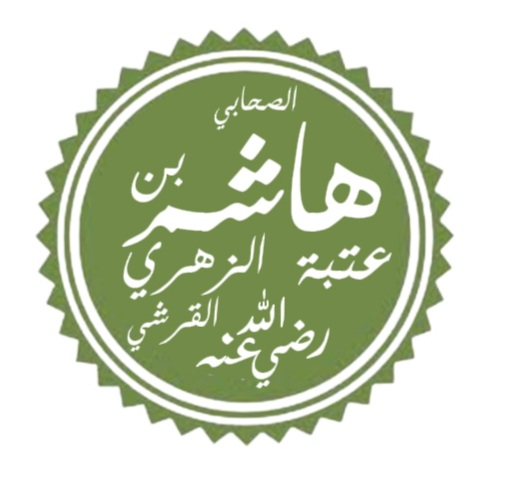
هاشم بن عتبة

هاشم بن عُتبه بن ابی وقاص زهری ملقب به ابو عمر، از صحابیون محمد(ص) و برادرزاده سعد بن ابی وقاص بود.

## فعالیتها پس از اسلام آوردن
وی در روز فتح مکه اسلام آورد. نام وی پس از جنگ یرموک که در آن یک چشمش را از دست داد، بر سر زبانها افتاد. در نبردهای قادسیه و جلولا تحت امر عمویش سعد ابن ابی وقاص، ماموریتهای مهمی را عهده‌دار شد و در این نبردها فرمانده سپاه اعراب بود. وی در جنگ صفین در لشکر علی بود و کشته شد.
تاریخ‌نگارانی مانند احمدبن یحیی بلاذری و خلیفه بن خیاط و شمس‌الدین ذهبی در ذکر فتح منطقۀ جنوب کردستان شامل استان‌های کنونی دیاله در عراق و کرمانشاهان در ایران توسط سپاه اعراب مسلمان، از هاشم بن عتبه و جریر بن عبدالله بجلی به عنوان فرماندهان سپاه مسلمانان یاد کرده‌اند.